# Claude-Melchior Cornette
Claude-Melchior Cornette est une chimiste et médecin français, membre de l'Académie royale des sciences, né à Besançon le 1er mars 1744, et mort à Rome le 11 mai 1794 .

## Biographie
Claude-Melchior Cornette est né à Besançon où il a suivi les premiers degrés à l'université de sa ville natale, il s'est ensuite rendu à Paris où il a été distingué par Lassone, médecin du roi Louis XVI, qui l'a engagé à étudier la chimie. En 1763-1765, il a étudié la chimie avec Pierre Joseph Macquer et Antoine Baumé, puis la pharmacie avec Guillaume-François Rouelle. En 1775-1778, il a fait des études pour devenir docteur de la Faculté de Médecine de Montpellier.
Il a présenté plusieurs mémoires à l'Académie royale des sciences, dont un pour augmenter la production de salpêtre en France, et à la Société royale de médecine. Plusieurs ont été rédigés par Lassone fils.
Il a été membre de la Loge des Cœurs-Unis à partir de 1774.
Il a été reçu adjoint chimiste à l'Académie royale des sciences le 13 mars 1778 en remplacement de Baumé, promu associé. Il est nommé associé de la classe de chimie et métallurgie, lors de la réorganisation du 23 avril 1785.
Attaché comme médecin à Mesdames Adélaïde et Victoire, tantes du roi Louis XVI, il les a suivi en Italie au début de la Révolution, ce qui lui a valu d'être rayé de la liste des académiciens par le ministre de l'Intérieur en septembre 1792. Il est mort à Rome.

## Publications
- Mémoire sur la décomposition de plusieurs sels neutres à base d'alkalis fixes et volatils, par l'acide marin, Académie royale des sciences, 1778, p. 44-60 (lire en ligne)
- Second mémoire sur l'action comparée de l'acide nitreux et de l'acide marin sur les sels virrioliques à base terreuse, Académie royale des sciences, 1778, p. 333-346 (lire en ligne)
- Observation sur un acide glacial, obtenu par la distillation d'un mélange d'acide nitreux fumant et de charbon embrasé et réduit en poudre, Académie des sciences, 1779, p. 479-485 (lire en ligne)
- Observation sur le vitriol de mercure, Académie royale des sciences, 1779, p. 485-486 (lire en ligne)
- Mémoire sur la décomposition, par l'acide marin, de plusieurs sels vitrioliques et nitreux à base métallique, Académie royale des sciences, 1779, p. 487-496 (lire en ligne)
- Observation sur les différents sels que l'on retire par la lixiviation des cendres du tamaris, pris en différents lieux, Académie royale des sciences, 1779, p. 497-501 (lire en ligne)
- Avec Lassone, Mémoire sur une inflammation spontanée du phospore, avec quelques remarques sur la nature de son acide, Académie royale des sciences, 1780, p. 508-514 (lire en ligne)
- Mémoire sur l'action de l'acide vitriolique sur les huiles, Académie royale des sciences, 1780, p. 542-557 (lire en ligne)
- Mémoire sur l'action de l'acide marin sur les huiles, Académie royale des sciences, 1780, p. 558-567 (lire en ligne)
- Mémoire sur les altérations que les huiles essentielles et les huiles grasses éprouvent par l'action de l'acide nitreux, Académie royale des sciences, 1780, p. 567-582 (lire en ligne)
- Avec Lassone, Mémoire sur un phénomène singulier que présentent les acides minéraux, pendant leur concentration ; et sur un nouveau moyen de se procurer facilement de l'eau-forte des plus pures, Académie royale des sciences, 1781, p. 645-656 (lire en ligne)
- Mémoire sur l'action de l'acide phosphorique sur les huiles ; et sur la combinaison de cet acide avec l'esprit-de-vin, Académie royale des sciences, 1782, p. 219-226 (lire en ligne)
- Mémoire sur le sel ammoniacal vitriolique, ou sel secret de Glauber, Académie royale des sciences, 1783, p. 731-744 (lire en ligne)
- Mémoire sur le sel ammoniacal nitreux, Académie royale des sciences, 1783, p. 745-759 (lire en ligne)
- Mémoire sur la décomposition du sel ammoniac, Académie royale des sciences, 1786, p. 532-539 (lire en ligne)
- Mémoire sur le mercure doux, Académie royale des sciences, 1786, p. 540-545 (lire en ligne)
- Avec Lassone, Mémoire sur la nature de la substance saline acide que l'on retire de la cerise, de la groseille, etc., Académie royale des sciences, 1786, p. 606-612 (lire en ligne)
- Mémoire sur la fermention du salpêtre, en 1779
- Quaestio chemico-medica de diversis saponum generibus